# Скворцово (Тверська область)
Скворцово (рос. Скворцово) — присілок в Торопецькому районі Тверської області Російської Федерації.
Населення становить 211 осіб. Входить до складу муніципального утворення Скворцовське сільське поселення.

## Історія
Від 2005 року входить до складу муніципального утворення Скворцовське сільське поселення.

## Населення
| 1996 | 2010 |
| ---- | ---- |
| 290  | ↘211 |